# Orasema assectator
Orasema assectator is een vliesvleugelig insect uit de familie Eucharitidae. De wetenschappelijke naam is voor het eerst geldig gepubliceerd in 1963 door Kerrich.